# Monte Davidoff
Monte Davidoff (* 1956) ist ein US-amerikanischer Computer-Programmierer. Er graduierte 1974 an der Nicolet High School in Glendale, Wisconsin. Er studierte ferner an der Harvard University Angewandte Mathematik – es war der Fachbereich, der damals auch Informatik beinhaltete. Er arbeitete an der College-Radiostation "WHRB". 1978 graduierte er in Harvard.
Davidoff ist vor allem bekannt durch seine Arbeit für die Gleitkommazahl-Arithmetik-Routinen im Altair BASIC, die er in seiner Zeit in Harvard programmierte. Die Routinen wurden später für Microsoft BASIC wiederverwendet.
Bei Honeywell Information Systems arbeitete er an Multics. Weitere Stationen waren Tandem Computers, Ready Systems und Stratus Computer.
Seit 2000 arbeitet er als IT-Berater bei seiner eigenen Firma, Alluvial Software.